# 성단 (소설)
《성단》(Sanctuary)은 윌리엄 포크너의 1931년 장편소설이다.
과거의 작품이 거의 독자의 관심을 끌지 못했기 때문에 상상할 수 있는 한도까지 무서운 소설을 시도, 순전히 돈벌이를 위해 3주 만에 완성시켰다. 그러나 초고는 주의깊게 퇴고(推稿)되었다. 무대는 현대의 남부. 성불구자 포파이가 17세의 여학생 템플을 강냉이대로 욕보인다. 이를 방해한 토미를 포파이는 사살하고 템플을 매음굴에 가둔다. 그 후 리가 토미 살해범으로 체포되나, 이미 허무주의자가 되어 버린 템플이 증인대에 나와 예의 강냉이대를 앞에 놓고 리가 범인이라 증언한다. 노한 시민들은 템플을 불태워 죽인다. 포파이는 다른 사건으로 체포되어 사형을 당한다. 성·폭력·살인이라는 시점에서 인간의 허무한 불행의 총화를 그렸다.